# Vitja Rode
Vitja Rode, slovenski energetik, politik in gospodarstvenik, * 3. november 1925, Maribor, † 2020
Vitja Rode je bil predsednik skupščine občine Maribor, član mestnega sveta Mestne občine Maribor in podpredsednik Izvršnega sveta SR Slovenije. Vodil je Elektrogospodarstvo Slovenije in Tovarno avtomobilov in motorjev Maribor.

## Mladost in izobraževanje
Rodil se je v Mariboru v učiteljski družini. Osnovno šolo in pet razredov klasične gimnazije je obiskoval v Mariboru. Leta 1941 je bil skupaj z družino izseljen v Srbijo. Gimnazijo je nadaljeval v Nišu. Od leta 1942 je sodeloval v narodnoosvobodilnem boju.
Leta 1945 se je vrnil v Slovenijo in se kot izredni študent vpisal na ekonomsko in pravno fakulteto Univerze v Ljubljani. Leta 1950 se je kot redni študent vpisal na fakulteto za elektrotehniko Univerze v Ljubljani in leta 1959 tudi diplomiral. 

## Gospodarsko delovanje
Po končanem študiju se je kot inženir v razvoju zaposlil v industriji. Najprej je deloval v Tovarni električnih aparatov, zatem je vse do maja 1968 opravljal številne odgovorne politične funkcije. Svoje delo je od leta 1968 nadaljeval kot direktor Dravskih elektrarn Maribor.  V tem obdobju se je zavzemal za povezovanje gospodarstva v širše družbenoekonomske asociacije, bil pa je tudi pobudnik ustanovitve Elektro-gospodarstva Maribor in njegov direktor do leta 1971. Med vodenjem v obeh podjetij si je osebno prizadeval  za združitev vseh elektrogospodarskih organizacij in organizacij rudarstva v elektrogospodarstvo Slovenije. V tem času je bil predsednik Skupščine jugoslovanskega elektrogospodarstva.
Od leta 1980 do upokojitve leta 1987 je bil direktor Tovarne avtomobilov in motorjev Maribor.

## Družbeno in politično delovanje
Po osvoboditvi je deloval kot aktivist na avstrijskem Koroškem. 
V letih 1972 - 1973 je bil podpredsednik, leta 1974 pa je postal predsednik skupščine občine Maribor. Dolžnost je opravljal do leta 1978.  V času njegovega vodenja občine se je začela stanovanjska gradnja projekov Maribor – Jug in Nova vas ter izgradnja kopališča Pristan. Zgradilo se je povprečno tisoč stanovanj na leto in začela se je obnova starega mestnega jedra. Sprožilo se je reševanje izgradnje hitre ceste skozi Maribor, umestitev Aerodroma Maribor v kratkoročni načrt pa je pomenila izboljšane pogoje za razvoj gospodarstva severovzhodne Slovenije. Na področju družbenih dejavnosti je bil v zdravstvu, predšolski vzgoji in osnovnem šolstvu nosilec izgradnje okoli 150 objektov s pomočjo samoprispevka. Po njegovi zaslugi je Maribor dosegel na vseh področjih zavidljiv razvoj. 
Od leta 1978 do leta 1980 je bil podpredsednik Izvršnega sveta SR Slovenije. 
Aktivno deluje v Zvezi združenj borcev NOB. Vodil je projektni team za izgradnjo Koroškega mostu na zahodni obvoznici v Mariboru. V obdobju 1981-1984 je deloval kot predsednik Mariborskega športnega društva Branik. 
Leta 1994 je postal član Mestnega sveta Mestne občine Maribor.

## Nagrade in priznanja
Leta 1985 je za svoje zasluge prejel Zlati grb mesta Maribor. Leta 1987 je kot direktor Tovarne avtomobilov in motorjev prejel nagrado Gospodarske zbornice Slovenije za izjemne gospodarske in podjetniške dosežke.
Let 2017 je bil s strani Mestnega sveta Mestne občine Maribor imenovan za častnega meščana za življenjsko delo in zasluge, dosežene na gospodarskem in negospodarskem področju ter za izjemen prispevek h krepitvi razvoja in ugleda mesta Maribora.